# Archontophoenix tuckeri
Archontophoenix tuckeri es una especie de palmera originaria de Queensland, Australia.

## Descripción
Es una palmera que alcanza un tamaño de hasta 20 m de altura, con tronco a 26 cm de diámetro y ampliado en la base. Las hojas de unos 3 m de largo con un toque lateral moderado. El capitel es de color verde. Las hojas pinnadas son grises abajo y tienden a ser semi-colgantes en 1/3 apical. La inflorescencia, ramificada, por lo general tiene las ramas erguidas a pesar de que le hacen pendular las frutas, suelen ser más anchas que largas y permanecen de color verde con la maduración de la fruta. Las flores son de color blanco / crema. Flores estaminadas con 13-19 estambres. El fruto es de color rojo / rojo ladrillo en la madurez, de 17-25 mm de largo. Las fibras en el mesocarpio están en dos capas distintas, el exterior con fibras rectas delgadas, el interior con gruesas, de 0.3 mm de ancho, por lo general, apretadas en estado seco.

## Distribución y hábitat
Se produce en la selva tropical, bosque de galería, bosques inundados, en ecotonos de manglares y espesuras trepadas de la Península del Cabo York, Queensland desde Mcllwraith [14° 00'S] hasta el Cabo de York [10° 40'S], desde el nivel del mar hasta los 500 m de altitud.

## Observaciones
Esta es una especie variable que tiende a acortarse con hojas más pequeñas en la parte norte de su área de distribución. El fruto es grande y las dos capas distintas de fibras en el mesocarpio es único dentro del género. Las hojas nuevas son a menudo en tonos de color rosa, rojo o bronce, y las hojas juveniles se vuelven proporcionalmente mayores que en otras especies antes de que comiencen a dividirse. 

## Taxonomía
Archontophoenix tucker fue descrita por John Leslie Dowe y publicado en Austrobaileya 4: 240. 1994.
Etimología
Archontophoenix: nombre genérico que deriva de las palabras griegas: archon = "jefe, principal", phoenix = "palmera", en general, llamado así por su estatura real y la apariencia.